# Marco Borsato

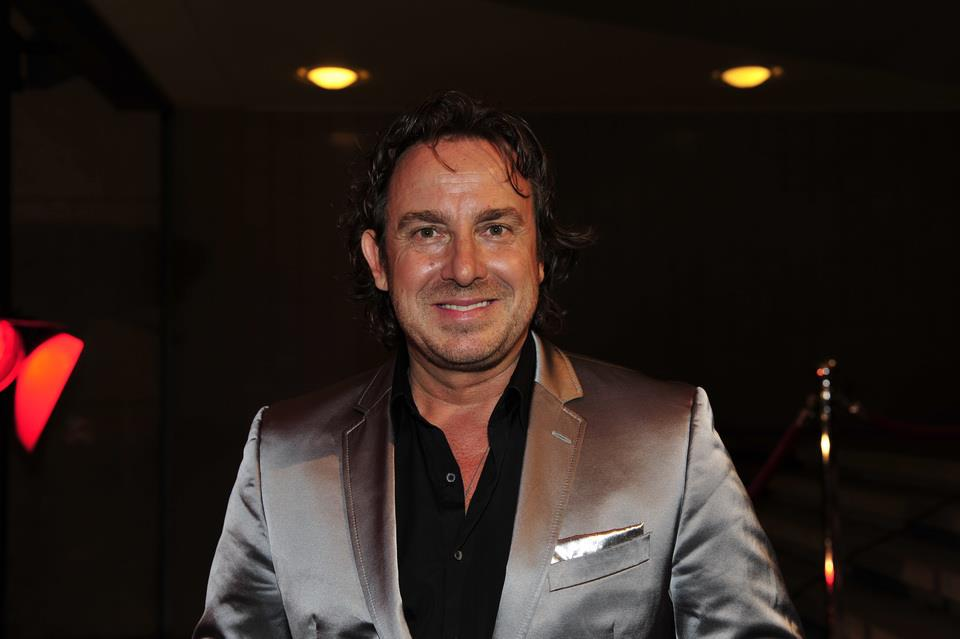
Marco Borsato (2011)

Marco Roberto Borsato (* 21. Dezember 1966 in Alkmaar) ist ein niederländischer Sänger.

## Leben

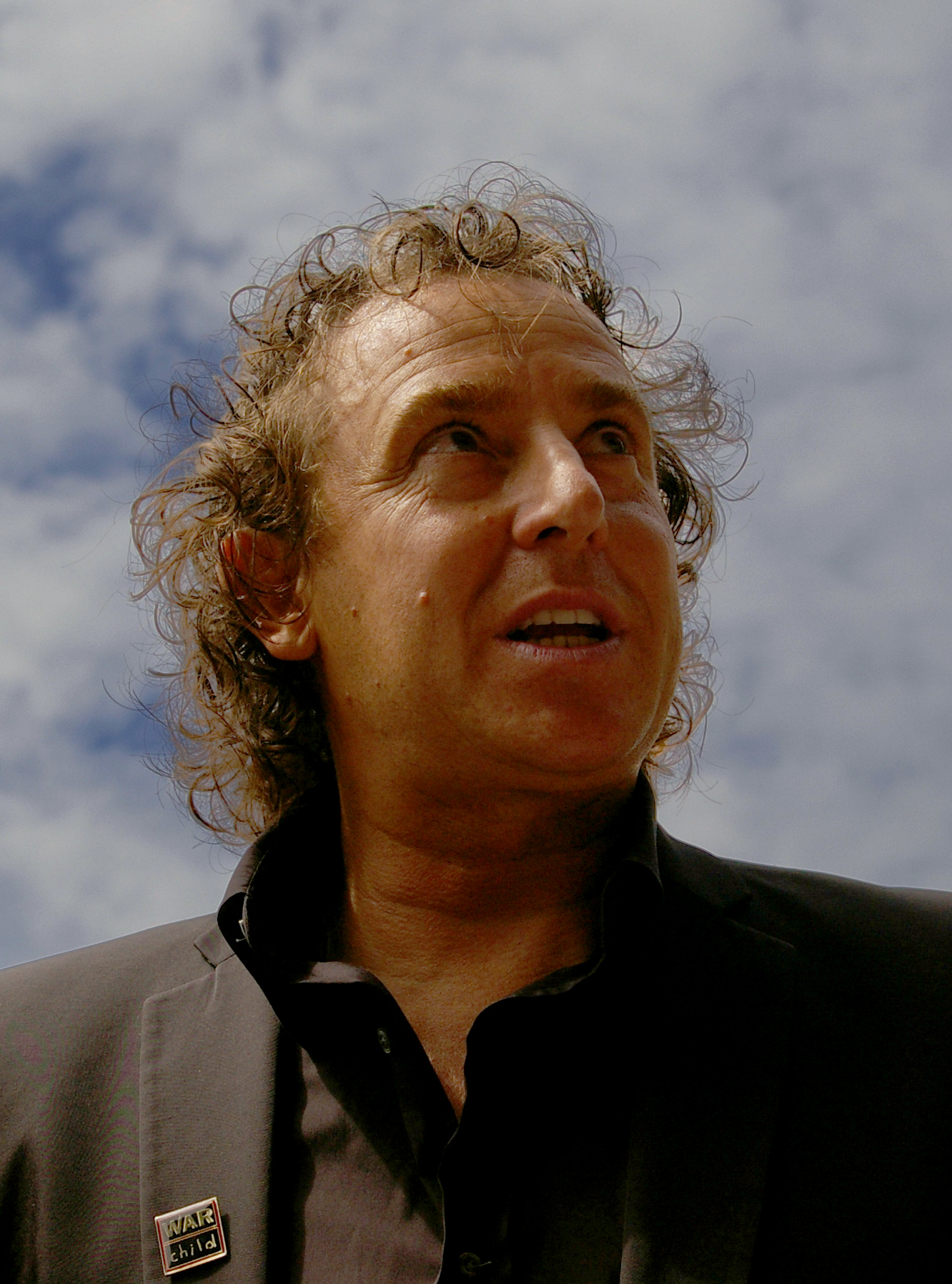
Marco Borsato 2007

Borsato kam in Alkmaar zur Welt, verbrachte aber einen Teil seiner Kindheit mit seinen Eltern und zwei Geschwistern in Italien. Er spricht fließend Italienisch. Borsato arbeitete zunächst als Koch und bewarb sich 1990 bei der niederländischen Ausgabe der Soundmixshow. Er gewann den Wettbewerb und veröffentlichte in der Folge drei Alben mit italienischen Titeln. Während sein Debütalbum Emozioni 1990 ein kleiner Achtungserfolg wurde und hintere Chartplätze erreichte, schafften Sento (1991) und Giorno per giorno (1992) nicht den Sprung in die niederländischen Charts.
Borsato begann, Titel auf Niederländisch aufzunehmen, wobei er der italienischen Musik treu blieb und niederländische Versionen von italienischen Stars nachsang, wie zum Beispiel Titel von Anna Oxa, Giorgia, Riccardo Cocciante und Zucchero. Im Jahr 1994 landete er mit dem Song Dromen zijn bedrog, einem Cover des italienischen Hits Storie di tutti i giorni von Riccardo Fogli seinen bis dahin größten Erfolg. Borsato nahm den Titel, der Platz 1 der niederländischen Charts erreichte, als Die meisten Träume sind Betrug auch auf Deutsch auf, konnte sich jedoch nicht in den deutschen Charts platzieren. Borsatos erstes Album mit niederländischen Titeln, das einfach Marco hieß, erreichte Platz 2 der niederländischen Charts.
Es folgten weitere Alben in niederländischer Sprache, auf denen Borsato sich zunehmend vom Konzept italienischer Titel mit niederländischem Text trennte. Nach einer kurzen Pause ab 2000 trat er zusammen mit der Sängerin Sita 2002 wieder an die Öffentlichkeit und veröffentlichte anlässlich der Hochzeit von Kronprinz Willem-Alexander mit Máxima Zorreguieta die Single Lopen op het water, die sich vier Wochen auf Platz 1 der niederländischen Charts halten konnte. Im Jahr 2002 erschien Borsatos Best-of-Doppelalbum Onderweg.
Als erster niederländischer Sänger gab Borsato dreimal hintereinander ausverkaufte Konzerte in De Kuip. Im Jahr 2006 schaffte er es mit der Konzertshow Symphonica in Rosso, den GelreDome in Arnheim an zehn Abenden mit jeweils 35.000 Zuschauern zu füllen – und das in einem Land mit nur 16 Millionen Einwohnern. Im Jahr 2008 wiederholte er diesen Erfolg mit seiner Wit-Licht-Show, mit der er im GelreDome acht Mal ausverkaufte Konzerte gab. Aus zwei geplanten Konzerten der Symphonica in Rosso-Show im Ziggo Dome in Amsterdam (17.000 Plätze) im Februar 2016 wurden aufgrund der hohen Nachfrage zwölf Konzerte.
Marco Borsato ist der erfolgreichste Musikstar der Niederlande. Mit 14 ersten Plätzen ist er hinter den Beatles (16) der Interpret mit den meisten Nummer-eins-Hits in den Niederlanden.

## Film und Fernsehen
Borsato gab 2008 in Jean van de Veldes Spielfilm Wit licht sein Leinwanddebüt, wobei er die Hauptrolle übernahm.
Borsato war von Staffel 2 bis Staffel 6 (2011–2016) Coach in der Castingshow The Voice of Holland; seit 2012 ist er zudem Coach in der Sendung The Voice Kids.

## Privates
Seit 1998 ist Borsato als Botschafter für die Organisation WAR child tätig, die kriegstraumatisierten Kindern hilft. Unter anderem kamen die Erlöse aus dem Duett Wat zou je doen, das er 2004 mit Rapper Ali B (* 1981) aufnahm und das Platz 1 der niederländischen Charts erreichte, der Organisation zugute.
Borsato war bis 2020 mit Schauspielerin und Fernsehmoderatorin Leontine Ruiters (* 1967) verheiratet. Das Paar hat drei Kinder, zwei Söhne und eine Tochter. Sohn Senna und Tochter Jada haben beide eine Schauspielkarriere aufgebaut. Im Februar 2020 gab das Paar seine Trennung bekannt.

## Diskografie

### Alben
| Jahr | Titel                                    | Höchstplatzierung, Gesamtwochen, AuszeichnungChartplatzierungen (Jahr, Titel, Platzierungen, Wochen, Auszeichnungen, Anmerkungen) | Höchstplatzierung, Gesamtwochen, AuszeichnungChartplatzierungen (Jahr, Titel, Platzierungen, Wochen, Auszeichnungen, Anmerkungen) | Anmerkungen                                                                            |
| Jahr | Titel                                    | NL | BEF | Anmerkungen                                                                            |
| ---- | ---------------------------------------- | --- | --- | -------------------------------------------------------------------------------------- |
| 1990 | Emozioni                                 | NL78 (4 Wo.)NL | — | Erstveröffentlichung: 3. November 1990                                                 |
| 1991 | Sento                                    | — | — | Erstveröffentlichung: 2. November 1991                                                 |
| 1992 | Giorno per giorno                        | — | — | Erstveröffentlichung: 28. September 1992                                               |
| 1994 | Marco                                    | NL2 ×2Doppelplatin · (136 Wo.)NL                                                                                                  | BEF7 Platin · (25 Wo.)BEF | Erstveröffentlichung: 1. Oktober 1994                                                  |
| 1995 | Als geen ander                           | NL1 ×4Vierfachplatin · (171 Wo.)NL                                                                                                | BEF9 Platin · (15 Wo.)BEF | Erstveröffentlichung: 14. Oktober 1995                                                 |
| 1997 | De waarheid                              | NL1 ×6Sechsfachplatin · (105 Wo.)NL                                                                                               | BEF1 Platin · (48 Wo.)BEF | Erstveröffentlichung: 25. Januar 1997                                                  |
| 1998 | De bestemming                            | NL1 ×5Fünffachplatin · (53 Wo.)NL                                                                                                 | BEF1 Platin · (35 Wo.)BEF | Erstveröffentlichung: 22. August 1998                                                  |
| 2000 | Luid en duidelijk                        | NL1 ×4Vierfachplatin · (53 Wo.)NL                                                                                                 | BEF1 Gold · (19 Wo.)BEF | Erstveröffentlichung: 15. Januar 2000                                                  |
| 2002 | Onderweg                                 | NL1 ×3Dreifachplatin · (104 Wo.)NL                                                                                                | BEF1 ×5Fünffachplatin · (184 Wo.)BEF                                                                                              | Erstveröffentlichung: 9. März 2002                                                     |
| 2002 | Onderweg Live in De Kuip (DVD)           | NL— PlatinNL | BEF— PlatinBEF | Erstveröffentlichung: 2002                                                             |
| 2004 | Zien (DVD)                               | NL— ×4VierfachplatinNL | BEF— PlatinBEF | Erstveröffentlichung: 18. März 2004                                                    |
| 2004 | Zien: Live in De Kuip 2004 (CD & DVD)    | NL— PlatinNL | — | Erstveröffentlichung: 15. Oktober 2004                                                 |
| 2006 | Symphonica in Rosso (CD & DVD)           | NL1 ×2Doppelplatin · (63 Wo.)NL                                                                                                   | BEF1 Platin · (62 Wo.)BEF | Erstveröffentlichung: 9. Dezember 2006 · NL: + ×2Doppelplatin (DVD); BE: +Platin (DVD) |
| 2007 | Marco Borsato Boxset                     | NL7 (40 Wo.)NL | BEF20 (12 Wo.)BEF | Erstveröffentlichung: 10. November 2007                                                |
| 2008 | Wit licht                                | NL1 ×3Dreifachplatin · (46 Wo.)NL                                                                                                 | BEF1 (40 Wo.)BEF | Erstveröffentlichung: 27. September 2008                                               |
| 2009 | Wit licht Live                           | NL1 (27 Wo.)NL | BEF3 Platin · (20 Wo.)BEF | Erstveröffentlichung: 21. März 2009                                                    |
| 2010 | Dromen durven delen                      | NL1 ×4Vierfachplatin · (69 Wo.)NL                                                                                                 | BEF1 (47 Wo.)BEF | Erstveröffentlichung: 27. November 2010                                                |
| 2011 | Dromen durven delen – 3Dimensies live    | NL2 Platin · (32 Wo.)NL | BEF14 ×2Doppelplatin · (15 Wo.)BEF                                                                                                | Erstveröffentlichung: 29. Oktober 2011                                                 |
| 2011 | #1                                       | NL2 Platin · (194 Wo.)NL | BEF2 Platin · (243 Wo.)BEF | Erstveröffentlichung: 3. Dezember 2011                                                 |
| 2011 | Nederlandstalige Popklassiekers          | NL— GoldNL | — |                                                                                        |
| 2013 | Duizend spiegels                         | NL1 ×2Doppelplatin · (74 Wo.)NL                                                                                                   | BEF2 Platin · (81 Wo.)BEF | Erstveröffentlichung: 30. November 2013                                                |
| 2015 | 25 jaar Marco Borsato – De studio albums | NL2 (5 Wo.)NL | BEF10 (19 Wo.)BEF | Erstveröffentlichung: 24. Juli 2015                                                    |
| 2015 | Evenwicht                                | NL2 ×3Dreifachplatin · (82 Wo.)NL                                                                                                 | BEF2 Gold · (72 Wo.)BEF | Erstveröffentlichung: 28. November 2015                                                |
| 2017 | Thuis                                    | NL1 Platin · (68 Wo.)NL | BEF2 Gold · (30 Wo.)BEF | Erstveröffentlichung: 17. November 2017                                                |

grau schraffiert: keine Chartdaten aus diesem Jahr verfügbar

### Singles
| Jahr | Titel Album                                     | Höchstplatzierung, Gesamtwochen, AuszeichnungChartplatzierungen (Jahr, Titel, Album, Platzierungen, Wochen, Auszeichnungen, Anmerkungen) | Höchstplatzierung, Gesamtwochen, AuszeichnungChartplatzierungen (Jahr, Titel, Album, Platzierungen, Wochen, Auszeichnungen, Anmerkungen) | Anmerkungen |
| Jahr | Titel Album                                     | NL | BEF | Anmerkungen |
| ---- | ----------------------------------------------- | --- | --- | --- |
| 1990 | At this Moment / Emozione Emozioni              | NL4 (9 Wo.)NL | — | Erstveröffentlichung: 2. Juni 1990                                                                                            |
| 1990 | Una donna cosi Emozioni                         | NL29 (4 Wo.)NL | — | Erstveröffentlichung: 13. Oktober 1990                                                                                        |
| 1991 | Sento                                           | — | — | Erstveröffentlichung: 2. November 1991 Top 100: Platz 50                                                                      |
| 1992 | Un po’ bambino Sento                            | NL37 (3 Wo.)NL | — | Erstveröffentlichung: 11. April 1992                                                                                          |
| 1994 | Dromen zijn bedrog Marco                        | NL1 ×3Dreifachplatin · (28 Wo.)NL | BEF1 (21 Wo.)BEF | Erstveröffentlichung: 20. August 1994                                                                                         |
| 1994 | Waarom nou jij Marco                            | NL1 Platin · (16 Wo.)NL | BEF4 (21 Wo.)BEF | Erstveröffentlichung: 19. November 1994                                                                                       |
| 1995 | Je hoeft niet naar huis vannacht Als geen ander | NL9 (8 Wo.)NL | BEF19 (11 Wo.)BEF | Erstveröffentlichung: 19. August 1995                                                                                         |
| 1995 | You’ve got a friend –                           | NL3 (6 Wo.)NL | — | Erstveröffentlichung: 9. September 1995 mit René Froger, Ruth Jacott & The Frogettes                                          |
| 1995 | Kom maar bij mij Als geen ander                 | NL20 (9 Wo.)NL | BEF48 (1 Wo.)BEF | Erstveröffentlichung: 11. November 1995                                                                                       |
| 1996 | Ik leef niet meer voor jou Als geen ander       | NL8 (12 Wo.)NL | BEF17 (9 Wo.)BEF | Erstveröffentlichung: 17. Februar 1996                                                                                        |
| 1996 | Vrij zijn / Margherita Als geen ander           | NL3 (14 Wo.)NL | — | Erstveröffentlichung: 11. Mai 1996                                                                                            |
| 1996 | De waarheid                                     | NL2 Platin · (12 Wo.)NL | BEF29 (16 Wo.)BEF | Erstveröffentlichung: 30. November 1996                                                                                       |
| 1997 | Wereld zonder jou De waarheid                   | NL3 Gold · (20 Wo.)NL | — | Erstveröffentlichung: 28. Juni 1997, Ultratip: Platz 17 mit Trijntje Oosterhuis                                               |
| 1997 | Je zit op rozen De waarheid                     | — | — | Erstveröffentlichung: 29. November 1997, Ultratip: Platz 17                                                                   |
| 1998 | De bestemming                                   | NL1 Platin · (12 Wo.)NL | BEF12 (18 Wo.)BEF | Erstveröffentlichung: 11. Juli 1998                                                                                           |
| 1998 | Het Water / Speeltuin De bestemming             | NL10 (17 Wo.)NL | — | Erstveröffentlichung: 28. November 1998, Ultratip: Platz 15                                                                   |
| 1999 | Binnen Luid en duidelijk                        | NL1 Gold · (14 Wo.)NL | BEF38 (6 Wo.)BEF | Erstveröffentlichung: 27. November 1999                                                                                       |
| 2000 | Wat is mijn hart (Live) Luid en duidelijk       | NL16 (7 Wo.)NL | — | Erstveröffentlichung: 18. November 2000                                                                                       |
| 2001 | Lopen op het water Onderweg                     | NL1 (14 Wo.)NL | BEF1 (16 Wo.)BEF | Erstveröffentlichung: 22. Dezember 2001 mit Sita                                                                              |
| 2002 | Zij Onderweg                                    | NL11 (15 Wo.)NL | BEF12 (14 Wo.)BEF | Erstveröffentlichung: 18. Mai 2002                                                                                            |
| 2002 | Hart van een winnaar Onderweg                   | — | BEF28 (10 Wo.)BEF | Erstveröffentlichung: 19. Oktober 2002                                                                                        |
| 2003 | Afscheid nemen bestaat niet Zien                | NL1 Gold · (20 Wo.)NL | BEF1 Gold · (23 Wo.)BEF | Erstveröffentlichung: 6. Dezember 2003                                                                                        |
| 2004 | Voorbij Zien                                    | NL1 (15 Wo.)NL | BEF2 (16 Wo.)BEF | Erstveröffentlichung: 28. Februar 2004 mit Do                                                                                 |
| 2004 | Wat zou je doen? Zien: Live in de Kuip          | NL1 Gold · (18 Wo.)NL | — | Erstveröffentlichung: 25. September 2004 mit Ali B                                                                            |
| 2004 | Laat me gaan Zien                               | — | BEF29 (4 Wo.)BEF | Erstveröffentlichung: 9. Oktober 2004                                                                                         |
| 2005 | Als je iets kan doen –                          | NL1 (9 Wo.)NL | — | Erstveröffentlichung: 15. Januar 2005 als Mitglied von Artiesten voor Azië                                                    |
| 2006 | Because we believe Symphonica in Rosso          | NL1 (14 Wo.)NL | BEF4 (21 Wo.)BEF | Erstveröffentlichung: 11. Februar 2006 mit Andrea Bocelli                                                                     |
| 2006 | Rood Symphonica in Rosso                        | NL1 ×2Doppelplatin · (24 Wo.)NL | BEF1 Platin · (46 Wo.)BEF | Erstveröffentlichung: 6. Mai 2006 auf deutsch: Rot                                                                            |
| 2006 | Everytime I think of you Symphonica in Rosso    | NL1 (15 Wo.)NL | BEF5 (20 Wo.)BEF | Erstveröffentlichung: 23. September 2006 mit Lucie Silvas                                                                     |
| 2008 | Wit licht                                       | NL1 (9 Wo.)NL | BEF3 (8 Wo.)BEF | Erstveröffentlichung: 3. Mai 2008                                                                                             |
| 2008 | Stop de tijd Wit licht                          | NL1 (9 Wo.)NL | BEF3 (9 Wo.)BEF | Erstveröffentlichung: 30. August 2008                                                                                         |
| 2008 | Dochters Wit licht                              | NL1 (19 Wo.)NL | BEF23 (9 Wo.)BEF | Erstveröffentlichung: 8. November 2008                                                                                        |
| 2010 | Schouder aan schouder Dromen durven delen       | NL2 (12 Wo.)NL | — | Erstveröffentlichung: 29. Mai 2010, Ultratip: Platz 15 mit Guus Meeuwis                                                       |
| 2010 | Waterkant Dromen durven delen                   | NL9 (8 Wo.)NL | BEF50 (1 Wo.)BEF | Erstveröffentlichung: 30. Oktober 2010                                                                                        |
| 2010 | Kerstmis Dromen durven delen                    | NL11 (5 Wo.)NL | — | Erstveröffentlichung: 18. Dezember 2010, Ultratip: Platz 24                                                                   |
| 2011 | Dichtbij Dromen durven delen                    | NL29 (3 Wo.)NL | — | Erstveröffentlichung: 26. Februar 2011, Ultratip: Platz 18                                                                    |
| 2011 | Kom maar op (Vrij) Dromen durven delen          | NL29 (5 Wo.)NL | — | Erstveröffentlichung: 16. April 2011 mit Lange Frans                                                                          |
| 2011 | One Thousand Voices –                           | NL1 (8 Wo.)NL | — | Erstveröffentlichung: 1. Oktober 2011 als Mitglied von The Voice of Holland: mit Angela Groothuizen, Nick & Simon & VanVelzen |
| 2013 | Muziek Duizend spiegels                         | NL9 (4 Wo.)NL | — | Erstveröffentlichung: 26. Oktober 2013, Ultratip: Platz 8 mit Bag2Bank & Ali B                                                |
| 2013 | Ik zou het zo weer overdoen Duizend spiegels    | NL3 (9 Wo.)NL | BEF30 (2 Wo.)BEF | Erstveröffentlichung: 23. November 2013 mit Trijntje Oosterhuis                                                               |
| 2013 | Samen voor altijd Duizend spiegels              | NL12 (11 Wo.)NL | BEF1 Gold · (10 Wo.)BEF | Erstveröffentlichung: 7. Dezember 2013 mit Jada Borsato, Willem Frederiks, Lange Frans, Day Ewbank & John Ewbank              |
| 2014 | Het beste wat ik ooit had Duizend spiegels      | — | — | Erstveröffentlichung: 15. März 2014, Ultratip: Platz 13                                                                       |
| 2015 | Mooi Evenwicht                                  | NL14 (12 Wo.)NL | BEF46 (2 Wo.)BEF | Erstveröffentlichung: 31. Oktober 2015                                                                                        |
| 2015 | Tweede kans Evenwicht                           | — | — | Erstveröffentlichung: 14. November 2015, Top 100: Platz 56                                                                    |
| 2015 | Kleine oneindigheid Evenwicht                   | — | — | Erstveröffentlichung: 28. November 2015, Top 100: Platz 55                                                                    |
| 2015 | Neem me mee Evenwicht                           | — | — | Erstveröffentlichung: 28. November 2015 mit Sanne Hans, Top 100: Platz 56                                                     |
| 2015 | Breng me naar het water Evenwicht               | — | — | Erstveröffentlichung: 28. November 2015, Top 100: Platz 75                                                                    |
| 2015 | Waarom dans je niet met mij Evenwicht           | — | — | Erstveröffentlichung: 28. November 2015, Top 100: Platz 76                                                                    |
| 2015 | Hoeveel ik van je hou Evenwicht                 | — | — | Erstveröffentlichung: 28. November 2015, Top 100: Platz 79                                                                    |
| 2015 | Hou me vast Evenwicht                           | — | — | Erstveröffentlichung: 28. November 2015, Top 100: Platz 81                                                                    |
| 2015 | Om je heen Evenwicht                            | — | — | Erstveröffentlichung: 28. November 2015, Top 100: Platz 99                                                                    |
| 2016 | Breng me naar het water –                       | NL21 (10 Wo.)NL | — | Erstveröffentlichung: 5. März 2016, Ultratip: Platz 3 mit Matt Simons                                                         |
| 2017 | Thuis –                                         | NL27 (4 Wo.)NL | — | Erstveröffentlichung: 7. Oktober 2017, Ultratip: Platz 11                                                                     |
| 2017 | Alsof je vliegt –                               | — | — | Erstveröffentlichung: 2. Dezember 2017, Top 100: Platz 99                                                                     |
| 2018 | Wat doe je met me –                             | — | — | Erstveröffentlichung: 10. Februar 2018, Ultratip: Platz 14                                                                    |
| 2019 | Hoe het danst –                                 | NL1 ×3Dreifachplatin · (30 Wo.)NL | BEF1 ×6Sechsfachplatin · (43 Wo.)BEF | Erstveröffentlichung: 8. Mai 2019 mit Armin van Buuren & Davina Michelle                                                      |
| 2019 | Lippenstift Vierentwintig                       | NL2 (12 Wo.)NL | BEF15 Platin · (24 Wo.)BEF | Erstveröffentlichung: 27. September 2019 mit Snelle & John Ewbank                                                             |
| 2021 | Een moment –                                    | NL26 (2 Wo.)NL | BEF33 (2 Wo.)BEF | Erstveröffentlichung: 12. März 2021 mit Rolf Sanchez & John Ewbank                                                            |
| 2021 | Hef je glas –                                   | NL24 (4 Wo.)NL | BEF24 (1 Wo.)BEF | Erstveröffentlichung: 21. Mai 2021 mit Rolf Sanchez & John Ewbank                                                             |

Weitere Singles
- 2009: Rood / Symphonica in Rosso (NL: Platin)

## Auszeichnungen für Musikverkäufe
Anmerkung: Auszeichnungen in Ländern aus den Charttabellen bzw. Chartboxen sind in ebendiesen zu finden.
| Land/RegionAuszeichnungen für Musikverkäufe (Land/Region, Auszeichnungen, Verkäufe, Quellen) | Gold       | Platin       | Verkäufe  | Quellen     |
| -------------------------------------------------------------------------------------------- | ---------- | ------------ | --------- | ----------- |
| Belgien (BRMA)                                                                               | 5× Gold5   | 26× Platin26 | 1.090.000 | ultratop.be |
| Niederlande (NVPI)                                                                           | 5× Gold5   | 61× Platin61 | 5.050.000 | nvpi.nl     |
| Insgesamt                                                                                    | 10× Gold10 | 87× Platin87 |           |             |

## Auszeichnungen (Auswahl)

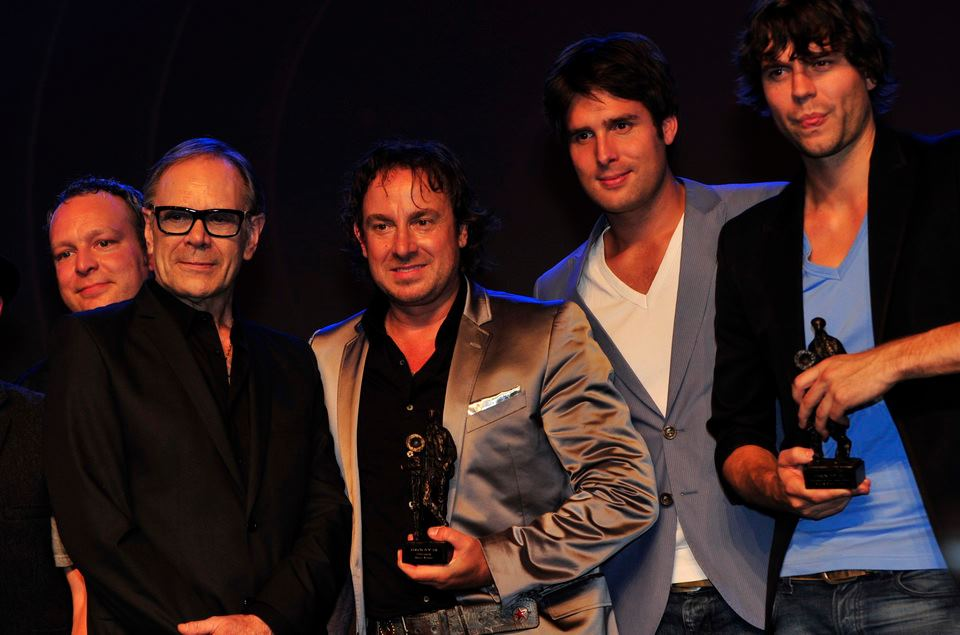
Marco Borsato (Mitte) bei der Edison-Verleihung 2011

- 1995: Edison in der Kategorie Beste single für ‚Dromen zijn bedrog‘ (Publieksprijs)
- 1995, 1999: Edison in der Kategorie Beste Artiest Nationaal (bester Künstler national)
- 1997: Popprijs (Preis für Popmusik)
- 1998: Edison in der Kategorie Beste single für ‚Wereld zonder jou‘
- 1999: Gouden Harp – Die „Goldene Harfe“ wird an Musiker verliehen, die sich um die niederländischen Musik besonders verdient gemacht haben.
- 1999, 2001, 2003, 2005: Edison in der Kategorie Beste Zanger Nationaal (bester Sänger national)
- 2002: Exportprijs – für die meisten ins Ausland verkauften Alben
- 2002: Rembrandt Award als Beste Artiest (bester Künstler)
- 2002: Award 3.000.000 verkaufte Alben in den Benelux-Staaten
- 2003: Sims Award
- 2003: Goud Album Hoop
- 2003: Sena Award als meistgespielter Künstler der letzten zehn Jahre
- 2004: Königliche Auszeichnung – Offizier im Orden van Oranje Nassau
- 2004: Erepenning van Verdienste der Stadt Alkmaar
- 2004: Duiveltje, Bester Sänger der Niederlande
- 2004: Gouden Ster Metropolis Walk of Fame – entspricht einem Stern auf dem Hollywood Walk of Fame in kleinerem Ausmaß
- 2005: Edison in der Kategorie Beste DVD (Publieksprijs)
- Sky Radio Airplay Award – 17.500 mal gespielt – Sky Radio ist eine Kette von Radiosendern in den Niederlanden, Deutschland und Dänemark unter Schirmherrschaft von Rupert Murdoch
- Award für 1.500.000 verkaufte Alben in den Niederlanden
- 2011: Majoor Bosshardt Prijs

TMF
Die TMF-Awards werden jährlich vom niederländischen Fernsehsender TMF (Abkürzung für The Music Factory) verliehen und sind vergleichbar mit den MTV Europe Music Awards (wenn auch in kleinerem Stil):
- 1996–2005 (durchgehend jährlich): TMF Award – Beste Zanger Nationaal (bester Sänger national)
- 1997: TMF Award – Beste single De Waarheid
- 1997: TMF Award – Beste Live Act
- 1998: TMF Award – Beste Album De Waarheid
- 2000: TMF Award Beste Album Luid en Duidelijk
- 2003: TMF Lifetime Achievement Award (erfolgreiches Lebenswerk)
- 2004: TMF Award België – Beste Zanger Internationaal (bester Sänger international)
- 2005: TMF Artist of the Decade (Künstler des Jahrzehnts)